# Metodo Dorn
Il metodo Dorn è una disciplina bionaturale, sviluppata da Dieter Dorn negli anni Settanta in Germania, ed è un sistema manuale e ginnico che si propone di combattere e prevenire il mal di schiena. Non esistono prove scientifiche della reale efficacia clinica del metodo.

## Teoria
La teoria del metodo è basata sulla correzione della diversa lunghezza di un arto inferiore rispetto all'altro e sulla possibilità di allungare la muscolatura paravertebrale mediante leggere digitopressioni accostate al movimento di chi riceve il trattamento. Il ricevente infatti durante la procedura imita la gestualità della deambulazione.

## Applicazione
Il metodo Dorn usa un approccio non manipolativo per proporsi di risolvere tali problemi. Le correzioni dei disallineamenti sono fatte “in maniera dinamica“. Secondo Dorn, i nostri muscoli provano sempre a mantenere stabili le posizioni delle articolazioni vertebrali e della spina e quando queste posture sono sbagliate i muscoli memorizzano la posizione errata come fosse quella corretta.
Durante il trattamento, l'operatore scorre con le dita lungo la spina dorsale del ricevente. Quando sente al tatto una zona o un punto più contratto, effettua una pressione delicata e progressiva del pollice o della mano tra le apofisi spinose e traverse delle vertebre corrispondenti. Contemporaneamente il ricevente (con braccia, gambe o collo) effettua delle piccole oscillazioni e respirazioni, che contribuiscono al riallineamento vertebrale, posturale e allo scioglimento delle tensioni muscolari ed energetiche nei punti trovati.
Questo sistema permette di escludere la pratica su patologie vertebrali critiche, le quali infatti non consentirebbero al ricevente di compiere i movimenti durante la seduta senza provare immediato dolore: in tal caso l'operatore di Dorn si astiene dal proseguire il trattamento, consigliando il ricevente di rivolgersi ad medico specialista per accertamenti.
Analogamente sono previsti numerosi esercizi posturali eseguibili da soli, basati sugli stessi principi, che prevedono l'appoggio del ricevente ad oggetti comuni, come sedie, tavoli, stipiti delle porte, palline da tennis e così via, per simulare le mani di un operatore. La seduta di metodo Dorn viene spesso integrata con un massaggio Breuss.

## Presunti vantaggi
Il metodo porta vantaggi clinici. Non esistono prove scientifiche a supporto di tali asserzioni.

## Le controindicazioni
Vale in generale il principio della mobilità non dolorosa da parte del ricevente, quindi in presenza di patologie ossee, vertebrali, o discali rilevanti:
- Ernia discale espulsa o Ernia del disco (stadio avanzato - dolore rilevante)
- Spondilolisi
- Spondilolistesi
- Fratture recenti
- Osteoporosi (è possibile il trattamento solo con manovre molto lievi e previo accertamento medico)
- Stati infiammatori acuti
- Presenza di sintomi di paralisi progressiva, o di disordine sensitivo – motorio alle estremità
- In qualsiasi caso il trattamento risulti troppo doloroso
- In alcuni siti internazionali si legge che il Dorn sia utile nel trattamento della scoliosi. Si tratta in realtà di errori di traduzione nel passaggio da un testo ad un altro in differenti lingue, a mano a mano che il Dorn sta diventando di diffusione internazionale. Il Dorn è invece utilizzato come supporto per combattere l’atteggiamento scoliotico, che è cosa ben diversa dalla scoliosi: ci si riferisce pertanto ad un atteggiamento posturale, non alla patologia della scoliosi, la quale è di competenza medica e sanitaria.

## Ambito di applicazione
Essendo essenzialmente un metodo atto a promuovere il benessere, viene applicato come trattamento di wellness in ambito fisiologico e non patologico.

## Storia
Dieter Dorn, (Germania, 13 agosto 1938 - 19 gennaio 2011), gestiva una segheria per le fattorie della sua zona, in Algovia. Negli anni Settanta cominciò a soffrire di sciatica a causa di uno sforzo effettuato sollevando un peso.
Nella sua città c'era un vecchio “guaritore” popolare, che gli fece passare il dolore con alcuni semplici e innocui movimenti. Dorn, esterrefatto volle sapere di più riguardo a quel metodo, ma il guaritore gli disse che il suo fisico conosceva già i movimenti da solo. Morto l'anziano, Dorn si mise alla ricerca, sperimentando su se stesso e sulla moglie.
In 30 anni di ricerche ed esperimenti, sviluppò questo metodo, integrandolo anche con i principi della medicina cinese, riguardanti l'energia interna, i meridiani, i punti di pressione e le connessioni tra colonna vertebrale e organi interni.
Ora il metodo Dorn è diffuso anche a di fuori della Germania. Sono formati istruttori sovente di formazione non sanitaria, come Dorn stesso.
Il suo obiettivo dichiarato era quello di diffondere il metodo come una sorta di “rimedio popolare”, un metodo salutistico che aiutasse le persone a liberarsi dal mal di schiena.

## La nascita dell'associazione Dorn Bewegung
Finché il suo ideatore era in vita i praticanti di metodo Dorn non avevano un'associazione ufficiale di riferimento, ma solo elenchi di nominativi su vari siti internazionali. Nel 2015 gli allievi più vicini a Dieter Dorn hanno creato l'associazione ufficiale Dorn Bewegung (traduzione: movimento Dorn) con l'obiettivo principale di impostare gli standard qualitativi per la pratica del Dorn, a livello internazionale. Tra gli altri scopi dell'associazione, vi è quello di mantenere la pratica del Dorn libera e non riservata ai soli operatori sanitari, trattandosi di una tecnica di benessere personale e non una terapia Archiviato il 25 marzo 2017 in Internet Archive., applicabile su chiunque non si trovi in condizioni di patologia. L'associazione si pone inoltre come ente di riferimento nei confronti del legislatore e di qualsiasi autorità per chiarire quanto sopra.

## Obiezioni scientifiche
Come tutte le discipline bionaturali, il metodo Dorn non può costituire un sostituto delle terapie mediche ufficiali, e non esiste alcun test scientifico che ne dimostri l'efficacia , come per altre pseudoscienze quali la chiropratica, anche se al contrario di questa (che include rischi di ictus e di danneggiamento grave o anche letale della colonna vertebrale) non sono noti pericoli o controindicazioni legati alla pratica. I movimenti imparati non costituiscono una terapia, né consentono di emettere diagnosi. Occorre comunque sempre rivolgersi ad un medico specialista.
Come per ogni pratica di interesse clinico, è necessario verificare che gli operatori che la praticano sia professionisti sanitari abilitati.